# 挪威的维京人
《挪威的维京人》（挪威語：Vikingane）是一部挪威喜劇电视连续剧，讲述了公元790年左右一群生活在诺尔海姆村的维京人的故事。该剧最初于2016年10月在挪威NRK1电视台以《Vikingane》（维京人）的名义首播。该剧由Viafilm为NRK制作，分别由Jon Iver Helgaker和Jonas Torgersen编剧和导演。
该剧在挪威罗加兰郡卡莫伊市阿瓦兹内斯村拍摄，同时录制了挪威语和英语版本，每个场景拍摄两次。英语版第一季于2017年8月在网飞上线，片名为《Norsemen》，第二季于2017年初拍摄，于2018年10月上线。第三季被称为“第0季”，因为它是第一季的前传。